# Twigson mène l'enquête
Pour plus de détails, voir Fiche technique et Distribution.
Twigson mène l'enquête (Knerten gifter seg) est un film norvégien réalisé par Martin Lund, sorti en 2010 et diffusé en 2013 sur Gulli, en France.

## Synopsis
Junior, un garçon solitaire et timide, souffre-douleur de toute son école, a pour meilleur et seul ami un petit bonhomme en bois qu'il a nommé Twigson. Il s'anime soudainement sous les yeux ébahis de Junior. Un jour, sa mère est retrouvée blessée dans un fourré. Junior et Twigson sont persuadés qu'elle a été renversée par une voiture et décident de retrouver le coupable.

## Fiche technique
- Titre : Twigson mène l'enquête
- Titre original : Knerten gifter seg
- Réalisation : Martin Lund
- Scénario : Birgitte Bratseth d'après le roman de Anne-Catharina Vestly
- Musique : Magnus Beite
- Photographie : Morten Halfstad Forsberg
- Montage : Steinar Stalsberg
- Production : Finn Gjerdrum et Stein B. Kvae
- Société de production : Paradox Spillefilm
- Pays :  Norvège
- Genre : Aventure et comédie
- Durée : 78 minutes
- Dates de sortie : 
  - Norvège : 24 septembre 2010

## Distribution
- Petrus A. Christensen : Philip
- Åsleik Engmark : Knerten
- Amalie Blankholm Heggemsnes : Vesla
- Per Jansen : Snekkeren